# Sedotta e abbandonata
Sedotta e abbandonata è un film del 1964 diretto da Pietro Germi. 
La pellicola fa parte di una trilogia sulla società italiana e i suoi costumi iniziata con Divorzio all'italiana e conclusa con Signore & signori.

## Trama
(Don Ascalone al giudice istruttore)
Durante un pomeriggio di una torrida estate siciliana, a Sciacca, i membri della famiglia Ascalone dormono. Nella sala da pranzo invece esplodono gli istinti sessuali di Peppino Califano, studente in legge, promesso sposo di Matilde, che concupisce la sorella di lei, Agnese, segretamente innamorata del giovane. Il rapporto sessuale viene mantenuto segreto dai due. I familiari non si accorgerebbero di nulla se Agnese non avesse, nei giorni successivi, comportamenti inconsueti. Vincenzo, il padre, insospettito, fa eseguire le analisi delle urine; Agnese risulta incinta. 
Intransigente custode dell'onore della famiglia, l'uomo si abbatte come una tempesta su Peppino e i suoi stupefatti genitori, ai quali impone di mantenere il silenzio e di far sposare il figlio alla disonorata Agnese. Costringe Peppino a scrivere una lettera di rinuncia alla promessa di matrimonio con Matilde, ignara di tutto. Subito dopo don Vincenzo elabora una versione "ufficiale", buona per amici e conoscenti: è stata Matilde che non ha voluto più Peppino. Per avvalorare questa versione, trova un nuovo fidanzato alla figlia: un giovane nobile caduto in disgrazia, il barone Rizieri. Si tratta ora di convincere Peppino a prendere Agnese. Peppino però non accetta di sposare una donna non più vergine e che si è rivelata, pur cedendo alla sua stessa seduzione, una "poco di buono". Per sfuggire alle minacce di don Vincenzo, Peppino si rifugia da uno zio sacerdote.
Intanto Rizieri è diventato il fidanzato di Matilde. Una sera, i paesani possono ammirare tutta la famiglia a passeggio: don Vincenzo e la moglie, Matilde sottobraccio a Rizieri e, dietro, gli altri figli. Don Vincenzo, che per migliorare il sorriso del barone ha pagato le sue cure odontoiatriche, viene a sapere dagli "amici" dove si nasconde Peppino e su consiglio del cugino avvocato manda l'unico figlio maschio, Antonio, a ucciderlo. Antonio, codardo che non ha alcuna intenzione di diventare un assassino, il giorno della partenza rivela ad Agnese la sua missione, sperando nella sua comprensione. La sorella corre dai Carabinieri per denunciare il piano, che viene sventato. In paese, don Vincenzo fa sempre più fatica a spiegare agli amici e ai conoscenti cosa sta succedendo tra la sua famiglia e quella di Peppino Califano. Dopo il mancato delitto d'onore, gli Ascalone sono sulla bocca di tutti.
Ma la verità sta venendo alla luce, con l'accusa ad Antonio di tentato omicidio di Peppino e la denuncia di Agnese. I due, convocati dal pretore, negano il fatto dichiarando che si è trattato di una burla. Il pretore non crede alla loro versione: chiede ad Agnese se è vero che ha perso la verginità ad opera di Peppino. Questi nega che Agnese fosse vergine e racconta che il sedotto è stato lui. Il pretore non crede alla versione di Peppino: dà seguito alla denuncia per il reato di violenza su minori e accusa Antonio di minaccia a mano armata.
Don Vincenzo, a questo punto, vuole far apparire l'accaduto come un rifiuto della sua famiglia al matrimonio di Agnese con Peppino, come un'espressione dell'indipendenza di sua figlia, libera di scegliere chi vuole. In realtà costringe Peppino, per evitare la galera, a inscenare con gli amici un falso rapimento di Agnese per poi sposarla (secondo il codice penale dell'epoca, il matrimonio cancellava il reato di violenza carnale). Tutti si presentano davanti al pretore per comunicargli il lieto fine della vicenda. Ma le cose non vanno come previsto: quando il pretore chiede conferma ad Agnese, la ragazza rifiuta di accettare il matrimonio riparatore con Peppino.
Mentre gli Ascalone tornano a casa dalla pretura, i paesani in massa li sbeffeggiano con veemenza. Questo è troppo per don Vincenzo, che viene colpito da un infarto. Costretto a letto, riesce a convincere Agnese a sposare Peppino, per poi morire di nascosto immolando la sua vita sull'altare dell'onore in modo da non fare rimandare le nozze. Il matrimonio viene dunque celebrato, mentre Matilde, lasciata dal barone (che tenterà il suicidio), pronuncia i voti per farsi suora.

## Produzione
Terminata la collaborazione con De Laurentiis, che lo aveva preso in esclusiva per 4 anni come sceneggiatore, Luciano Vincenzoni ritrova il maestro Germi, con il quale aveva avuto dei contrasti a proposito del film Il ferroviere. Tornati a lavorare insieme, creano la società RPA e producono il film Sedotta e abbandonata.
Gli esterni del film sono stati girati a Sciacca, in provincia di Agrigento.

## Distribuzione
Il film è stato distribuito in Italia a partire dal 30 gennaio 1964 (Roma), dal 31 gennaio (Milano) e dal 26 febbraio (Torino). L'11 marzo dello stesso anno è stato presentato alla Settimana del Film Italiano e il 10 maggio al Festival di Cannes. Negli Stati Uniti il film è stato distribuito dal 15 luglio, in Francia dal 24 luglio, in Germania Ovest dal 2 ottobre, nei Paesi Bassi dal 29 ottobre, in Ungheria dal 17 dicembre e in Finlandia dal 25 dicembre. Nel 1965 è stato poi distribuito in Danimarca dal 9 marzo, in Giappone dal 18 marzo, in Svezia dal 20 aprile, in Messico dal 20 agosto. Nel 1966 è stato distribuito in Belgio il 27 maggio, in Germania Est dal 26 agosto. In Spagna è stato distribuito dal 25 gennaio (Barcellona) e dal 26 febbraio (Madrid). Il 16 giugno 2010 è stato infine ridistribuito nei cinema in Francia.
Il film è noto all'estero anche con i titoli internazionali di A Matter of Honor e Seduced and Abandoned. È inoltre conosciuto con i titoli: Verleid en verlaten (Belgio, trasmissione televisiva; Paesi Bassi); Съблазнена и изоставена (Bulgaria); Seduzida e abandonada (Brasile, Portogallo); Forført og forladt (Danimarca); Seducida y abandonada (Spagna, Messico); Vietelty ja hyljätty (Finlandia); Séduite et abandonnée (Francia); Ατιμασμένη και εγκαταλελειμμένη (Atimasmeni kai egataleleimmeni, Grecia); Elcsábítva és elhagyatva (Ungheria); Yûwaku sarete suterareta onna e Yûwaku sarete suterarete (Giappone); Uwiedziona i porzucona (Polonia); Förförd på italienska (Svezia); Соблазненная и покинутая (URSS); Verführung auf italienisch (Germania Ovest).

## Critica

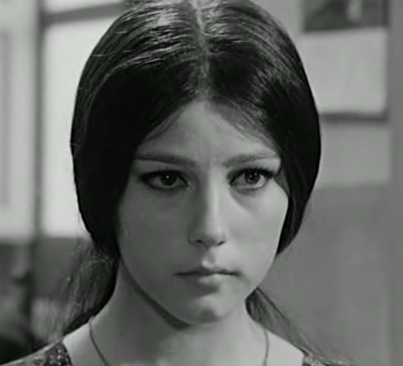
Stefania Sandrelli

Come era già accaduto per il film precedente, Divorzio all'italiana, per il grande successo di pubblico e per le valutazioni positive della maggior parte della critica anche il titolo di questo, Sedotta e abbandonata, passò nell'uso comune per indicare un vantaggio preso da qualcuno, ma da questi ricambiato con il tradimento. L'espressione sedotta e abbandonata ha una lunga storia; l'espressione ricorreva e ricorre nelle odierne cronache giornalistiche: probabilmente alle cronache dell'epoca si ispirò Pietro Germi negli anni sessanta.
Nel 1965 i giornali raccontarono di Franca Viola, una giovane siciliana che molto coraggiosamente aveva rifiutato di accettare un matrimonio riparatore.
(Giovanni Grazzini, Corriere della Sera, 11 maggio 1964)
L'analisi che Germi conduce della Sicilia degli anni '60 è impietosa e dura rispetto a quella descritta nel precedente film, dove si respirava un'atmosfera di comica leggerezza: qui i personaggi sono apertamente disprezzati nella loro ipocrisia e falsità; gli unici che si salvano sono i carabinieri, paterni e comprensivi, e la magistratura, intelligente e attenta all'applicazione delle leggi. Non a caso il regista, uomo d'ordine e severo nei suoi giudizi, rinnova la sua fiducia, anche se limitata, in queste due istituzioni, così come faceva nel suo secondo film In nome della legge del 1949. E ancora una volta Germi simpatizza con la spregiudicatezza, l'intelligenza e il coraggio delle giovani donne interpretate da Stefania Sandrelli, che esprime a pieno la ingenua sensualità del personaggio.
(Gian Luigi Rondi, Il Tempo 31 gennaio 1964)
Nel film non manca la connotazione critica nei confronti di una società che in quei tempi, e forse non soltanto allora, considerava il matrimonio rimedio a un reato:
(Tullio Kezich, 1966)

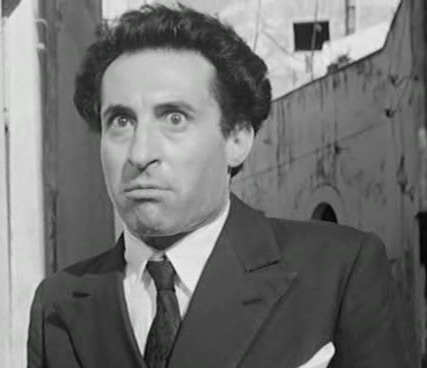
Leopoldo Trieste

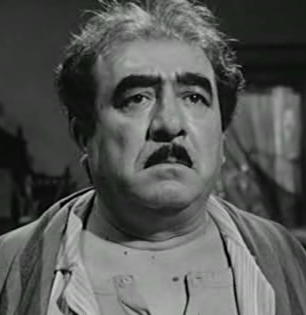
Saro Urzì

Ma, invero, per evitarne una - è questa la morale del regista - si assumeva una condanna più pesante come quella che si prospetta per la futura vita di Peppino, anche lui trascinato all'altare per evitare il disonore e la galera, destinato ad una vita d'inferno assieme ad una donna che lo disprezza, condannato a vivere per sempre in un'unione che allora si poteva solo sciogliere con un "divorzio all'italiana".
Una piccola parte che costituisce un cameo è quella interpretata da Leopoldo Trieste, noto caratterista del cinema italiano che, come nel precedente film di Germi, rappresenta la figura del siciliano bizzarro e stralunato.
Su tutti giganteggia, quasi fisicamente, l'interpretazione del grande Saro Urzì nei panni di Don Vincenzo Ascalone che, attraversato da mille ansie, si agita in modo frenetico e grottesco per trovare complicate soluzioni barocche, atte a conservare il mitico onore siciliano della famiglia. Egli diventa il simbolo della cattiva sicilianità: quella degli "amici degli amici", dell'ipocrisia sociale, dell'"onore" in nome del quale sacrificare anche i propri figli. Su di lui s'abbatte la critica corrosiva del regista, che non si ferma neppure dinanzi alla morte del personaggio, anch'essa rappresentata grottescamente.
(Giovanna Grassi, recensione sul sito Mymovies.it)

## Colonna sonora
La colonna sonora, opera di Carlo Rustichelli, è stata pubblicata originalmente in LP nel 1964 dall'etichetta CAM con numero di catalogo 30-086. Nello stesso 1964 è stata pubblicata negli Stati Uniti con numero di catalogo CAM 10001 e nel 1976 è in Giappone, sempre dalla CAM, con numero di catalogo GXH 6036. La prima ristampa italiana CAM è del 1992, in formato CD con numero di catalogo CSE 084, cui ha fatto seguito nel 2012 una ristampa da parte della Digitmovies, sempre in CD con numero di catalogo CDDM210.

### Tracce
1. L'onuri di l'ascaluni
2. Dicerie
3. Passeggio barone
4. Ratto Twist
5. Corrida Rumba
6. Tre squillo, tre
7. Seduzione
8. Alla Deguello
9. Vampata d'amuri
10. Matilde novizia
11. Sposalizio
12. Vergogna
13. Morte di Ascalone
14. Processione
15. Serenata maliziosa
16. Galline barone
17. Onore e famiglia

## Premi e riconoscimenti
- 1964 - Festival di Cannes
  - Migliore interpretazione maschile a Saro Urzì
  - Candidatura alla Palma d'oro a Pietro Germi
- 1964 - David di Donatello
  - Miglior regista a Pietro Germi
  - Miglior produttore a Franco Cristaldi
- 1964 - New York Film Critics Circle Awards
  - 2º posto Miglior film in lingua straniera (Italia)
- 1965 - Nastro d'argento
  - Migliore attore protagonista a Saro Urzì
  - Migliore attore non protagonista a Leopoldo Trieste
  - Miglior produttore a Franco Cristaldi
  - Migliore sceneggiatura a Pietro Germi, Luciano Vincenzoni, Age & Scarpelli
  - Candidatura al regista del miglior film a Pietro Germi
  - Candidatura al miglior soggetto a Pietro Germi e Luciano Vincenzoni
  - Candidatura alla migliore fotografia in bianco e nero a Aiace Parolin
  - Candidatura ai migliori costumi a Carlo Egidi